# Robert Woodward
Robert Burns Woodward (wym. /bɜrnz ˈwʊd wərd/; ur. 10 kwietnia 1917 w Bostonie, zm. 8 lipca 1979 w Cambridge) – amerykański chemik organik, laureat Nagrody Nobla.

## Biografia
Zajmował się chemią organiczną, m.in. syntezą totalną związków pochodzenia naturalnego. Prowadził także badania nad ustaleniem struktury produktów naturalnych m.in. penicyliny (1944), strychniny (1947), ferrocenu (1952). Opisał zależność spektroskopii UV i struktury ketonów (tzw. reguły Woodwarda). W 1953 opisał teoretycznie biogenezę cholesterolu. W 1964 opracował regułę oktantów. Współpracował blisko z Roaldem Hoffmanem nad teoretycznymi badaniami reakcji chemicznych (obaj określili tzw. reguły Woodwarda-Hoffmana). Wraz z współpracownikami opracował m.in. syntezę totalną chininy (1944), cholesterolu i kortyzonu (1951), lanosterolu (1954), rezerpiny (1956), chlorofilu (1960), tetracykliny (1962), cefalosporyny C (1965) i witaminy B12 (1976). W 1965 roku zdobył Nagrodę Nobla w dziedzinie chemii za osiągnięcia w dziedzinie syntezy organicznej. 
Studia chemiczne w MIT ukończył w 1936, a już rok później uzyskał stopień doktora.
Laureat Medalu Copleya.

## Życie prywatne
Woodward słynął z zamiłowania do niebieskiego koloru (nosił niebieskie garnitury i krawaty, jeździł niebieskim samochodem), był też nałogowym palaczem (palił w laboratorium i podczas wykładów). Był dwukrotnie żonaty: z Irją Pullmann (1937–1946) i Eudoxią Muller (1946–1972), miał czworo dzieci.
Zmarł w 1979 roku w czasie snu z powodu ataku serca.